# Нерегулярные части
«Нерегулярные части» (англ. The Irregulars) — британский художественный сериал 2021 года о Шерлоке Холмсе от Netflix. Главные роли в нём сыграли Генри Ллойд-Хьюз, Ройс Пирресон, Рори Маккан, Оливия Грант. Сериал получил негативные отзывы критиков и был закрыт после первого сезона.

## Сюжет
Действие сериала происходит в Лондоне в конце XIX века. В центре сюжета компания уличных подростков, которая борется за выживание. Однажды к этой компании обращается доктор Ватсон с предложением заработать, помогая ему в расследовании; после этого начинается ряд мистических происшествий, который переворачивает судьбу главных героев.

## В ролях
- Генри Ллойд-Хьюз — Шерлок Холмс
- Ройс Пирресон — доктор Ватсон
- Рори Маккан — Артур Хилтон
- Оливия Грант — Патриция Колман Джонс
- Дэвид Маккелл — Спайк
- Таддеа Грэм — Би, Беатрис
- Джоджо Макари — Билли
- Харрисон Остерфилд — Лео, Леопольд
- Дарси Шоу — Джесси

## Создание и оценки
Проект был анонсирован 20 декабря 2018 года. Режиссёром стал Джосс Эгнью, сценарий написали Том Байдвелл и Сара Симмондс. Байдвелл к тому же стал исполнительным продюсером сериала. Съёмки проходили с декабря 2019 года в разных городах Великобритании. 23 февраля 2021 года вышел тизер первого сезона «Нерегулярных частей», 15 марта — трейлер. Премьера сезона, включающего восемь эпизодов, состоялась 26 марта 2021 года.
Первый сезон «Нерегулярных частей» был воспринят неоднозначно. Прозвучало мнение о том, что это неплохой мистический сериал для подростков, который испортило присутствие Шерлока Холмса и доктора Ватсона: оба эти персонажа плохо проработаны. На сайте-агрегаторе отзывов Rotten Tomatoes «Нерегулярные части» получили рейтинг 80 %, на сайте Metacritic — 60 баллов из 100, что указывает на «смешанные или средние отзывы». Изначально планировались как минимум два сезона, но 4 мая 2021 года Netflix объявил о закрытии проекта, не объясняя причины.